# Arlen López
Arlen López (født 21. februar 1993) er en cubansk bokser, der konkurrerer i mellemvægtsdivisionen.
Han repræsenterede Cuba ved sommer-OL 2016 i Rio de Janeiro, hvor han vandt guld i mellemvægtskategorien.
Han vandt også guld ved sommer-OL 2020 i Tokyo, som blev afholdt i 2021.
Ved sommer-OL 2024 i Paris vandt han bronze.